# ТРКИ
ТРКИ (Тест по русскому языку как иностранному) — международный экзамен на определение уровня владения русским языком. В мире также распространены английский перевод названия Test of Russian as a Foreign Language и соответствующая ему аббревиатура TORFL.

## Уровни ТРКИ
Уровни владения русским языком как иностранным языком соответствуют Общеевропейским компетенциям владения иностранным языком (CEFR). Соответственно, в ТРКИ выделяют шесть уровней:
· А1 (ТЭУ: элементарный уровень);
Успешное прохождение тестирования означает, что кандидат владеет минимальным уровнем знаний русского языка, достаточным для ограниченного числа ситуаций в повседневном общении. Также сертификат элементарного уровня означает, что кандидат имеет достаточные и необходимые знания для дальнейшего изучения языка и достижения следующего (базового) уровня общего владения русским языком.
· А2 (ТБУ: базовый уровень);
Успешное прохождение тестирования означает, что кандидат владеет начальным уровнем знаний русского языка, достаточным для основных коммуникативных потребностей в ограниченном числе ситуаций бытовой и культурной сфер общения. Базовый уровень является минимальной базой для занятий какой-либо профессиональной деятельностью в ограниченном объеме.
· B1 (ТРКИ-I: первый уровень);
Успешное прохождение тестирования означает, что кандидат имеет средний уровень владения русским языком, который позволяет кандидату удовлетворить основные коммуникативные потребности в бытовой, учебной и профессиональной сферах общения в соответствии с государственным стандартом русского языка как иностранного языка. Сертификат данного уровня необходим для поступления в российское высшее учебное заведение.
· B2 (ТРКИ-II: второй уровень);
Успешное прохождение тестирования означает, что кандидат имеет достаточно высокий уровень владения русским языком, который позволяет кандидату удовлетворить коммуникативные потребности во всех сферах общения. Владение языком на данном уровне позволяет человеку вести профессиональную деятельность на русском языке в качестве специалиста в инженерно-технической, гуманитарной и естественнонаучной областях. Наличие данного сертификата необходимо для получения диплома бакалавра или магистра.
· C1 (ТРКИ-III: третий уровень);
Успешное прохождение тестирования означает, что кандидат может вести профессиональную деятельность на русском языке в качестве филолога, переводчика, редактора, журналиста, дипломата, менеджера, работающего в русскоязычном коллективе.
· C2 (ТРКИ-IV: четвертый уровень).
Успешное прохождение тестирования означает, что кандидат владеет русским языком на высоком уровне, сравнимом с уровнем носителя языка. Наличие данного сертификата является необходимым для получения диплома магистра-филолога, который дает право на все виды преподавательской и научно-исследовательской деятельности в области русского языка.
Для вступления в гражданство Российской Федерации необходимо подтвердить владение русским языком как иностранным языком на уровне не ниже A2. Цена тестирования зависит от уровня владения русским языком как иностранным языком, который иностранный гражданин желает подтвердить посредством прохождения тестирования.
Санкт-Петербургский государственный университет проводит тестирование в соответствии с Федеральным законом № 115 от 25.07.2002 г. «О правовом положении иностранных граждан в Российской Федерации» (недоступная ссылка)  и приказом Минобрнауки России № 1156 от 29.07.2017 г. «Об утверждении формы, порядка проведения экзамена по русскому языку, истории России и основам законодательства РФ и требований к минимальному уровню знаний, необходимых для сдачи указанного экзамена». (недоступная ссылка)

## Структура тестирования
Тестирование по русскому языку как иностранному состоит из пяти частей (субтестов), это:
1. Письмо;
2. Лексика. Грамматика;
3. Чтение;
4. Аудирование;
5. Говорение.

ТРКИ проверяет весь комплекс коммуникативных умений и навыков иностранцев, в том числе навыки работы с письменными и устными текстами на русском языке, знание грамматической системы, правил построения предложений и т. д.
Задания, которые предлагаются для выполнения, разрабатываются специалистами каждой тестирующей организации, то есть тесты Санкт-Петербургского государственного университета разрабатывают специалисты СПбГУ, Московского государственного университета — специалисты МГУ, и так далее соответственно.

## Порядок выдачи сертификата
После успешного прохождения тестирования по русскому языку как иностранному языку иностранный гражданин получает сертификат государственного образца, подтверждающий его владение русским языком на уровне, по которому он проходил тестирование. Форма, порядок выдачи сертификата и технические требования к нему установлены Приказом Министерства образования и науки Российской Федерации от 25 апреля 2014 года № 412.
Согласно Приказу, максимальный срок выдачи сертификата составляет десять дней со дня проведения тестирования. Для удобства иностранных граждан тестирующие организации стараются выдавать сертификаты как можно более оперативно. 

## Перечень организаций, проводящих тестирование
Перечень образовательных организаций, уполномоченных проводить государственное тестирование по русскому языку как иностранному языку, утвержден Приказом Министерства образования и науки Российской Федерации от 20 февраля 2018 года № 130 (недоступная ссылка). В указанный перечень вошли тринадцать образовательных организаций, например:  Санкт-Петербургский государственный университет, Московский государственный университет им. М. В. Ломоносова, Российский государственный педагогический университет имени А. И. Герцена,  Псковский государственный университет,  Государственный институт русского языка имени А. С. Пушкина, Российский университет дружбы народов, Томский государственный университет. Эти организации называются также головными вузами, так как они могут заключать договоры с различными организациями, при организационно-техническом обеспечении которых тестирование по русскому языку как иностранному языку проходит в регионах России и за рубежом. Перечни организаций, в которых иностранный гражданин может пройти тестирование по русскому языку как иностранному языку, размещены на страницах головных вузов.